# 卡梅西亚
卡梅西亚是巴西米纳斯吉拉斯州的一个市镇。总面积258.533平方公里，总人口2550人，人口密度9.9人/平方公里。